# Пужэнь
Айсиньгёро Пужэнь (кит. 爱新觉罗 溥任) позже Цзинь Ючжи (кит. упр. 金友之, пиньинь Jīn Yǒuzhī, 17 августа 1918 — 10 апреля 2015) — единокровный брат последнего китайского императора Пу И.

## Биография
Родился во дворце великого князя Чуня.
С приходом к власти коммунистов жил в Тяньцзине под именем Цзинь Ючжи, работал учителем и бухгалтером, писал статьи по истории династии Цин. Входил в представительные органы пекинского района Сичэн. Увлекался каллиграфией и пейзажной живописью. Передал китайскому правительству ряд материалов по истории императорского двора.
Со времени смерти Пуцзе в 1994 году стал гипотетическим наследником маньчжурского престола.
Скончался в Пекине 10 апреля 2015.

## Семья
Сыновья:
- Цзинь Юйчжан 金毓嶂 (р. 1942), заместитель директора Пекинского комитета по делам национальностей; гипотетический наследник маньчжурского трона.
- Цзинь Юйцюань 金毓峑 (р. 1946), профессор Пекинского технологического университета.
- Цзинь Юйлань 金毓嵐 (р. 1948)

Дочери:
- Цзинь Юйкунь 金毓琨
- Цзинь Юйчэн 金毓珵